# Stadsherstel Amsterdam

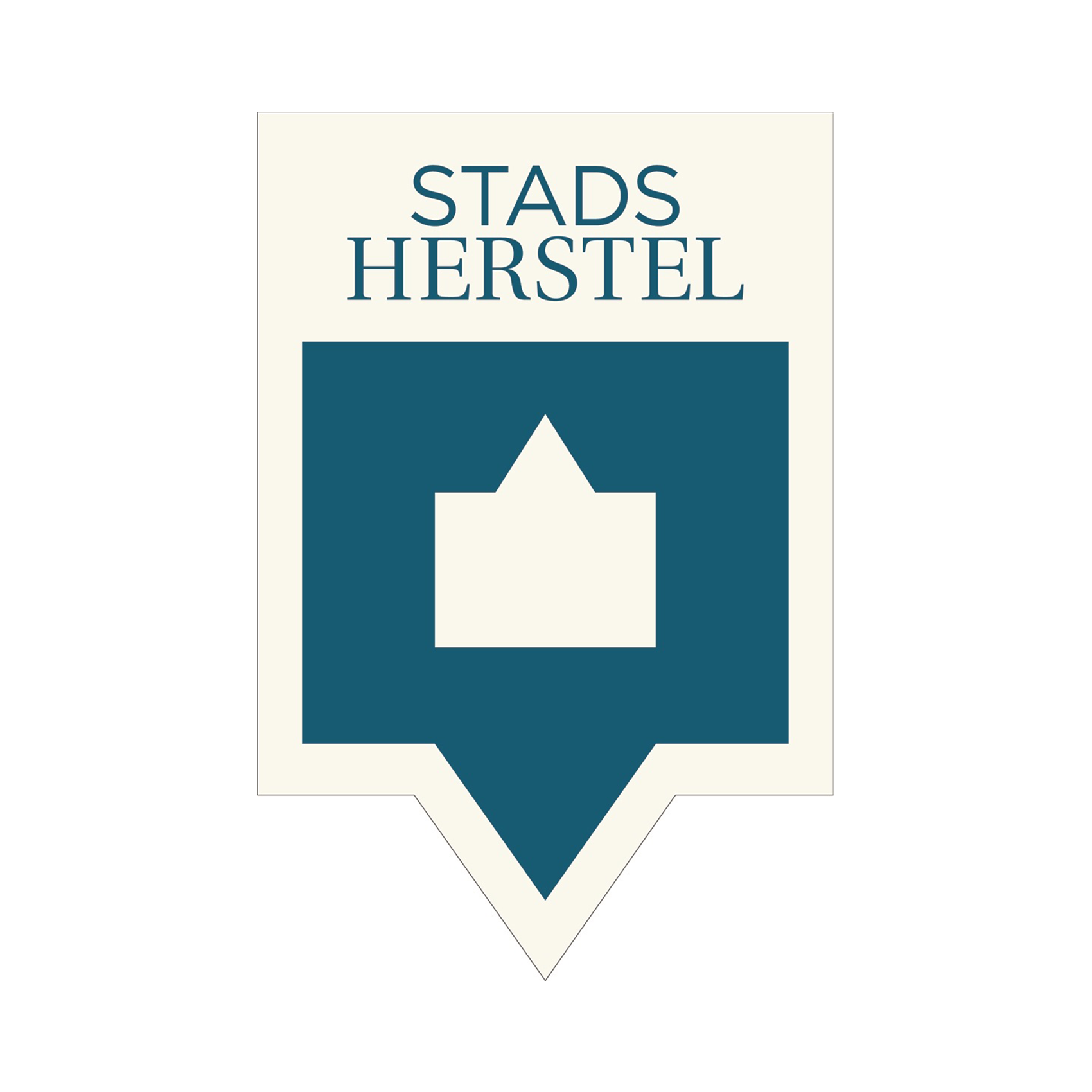
Gevelbordje van Stadsherstel Amsterdam. Panden die door Stadsherstel zijn aangekocht en gerestaureerd dragen dit bordje op de gevel.

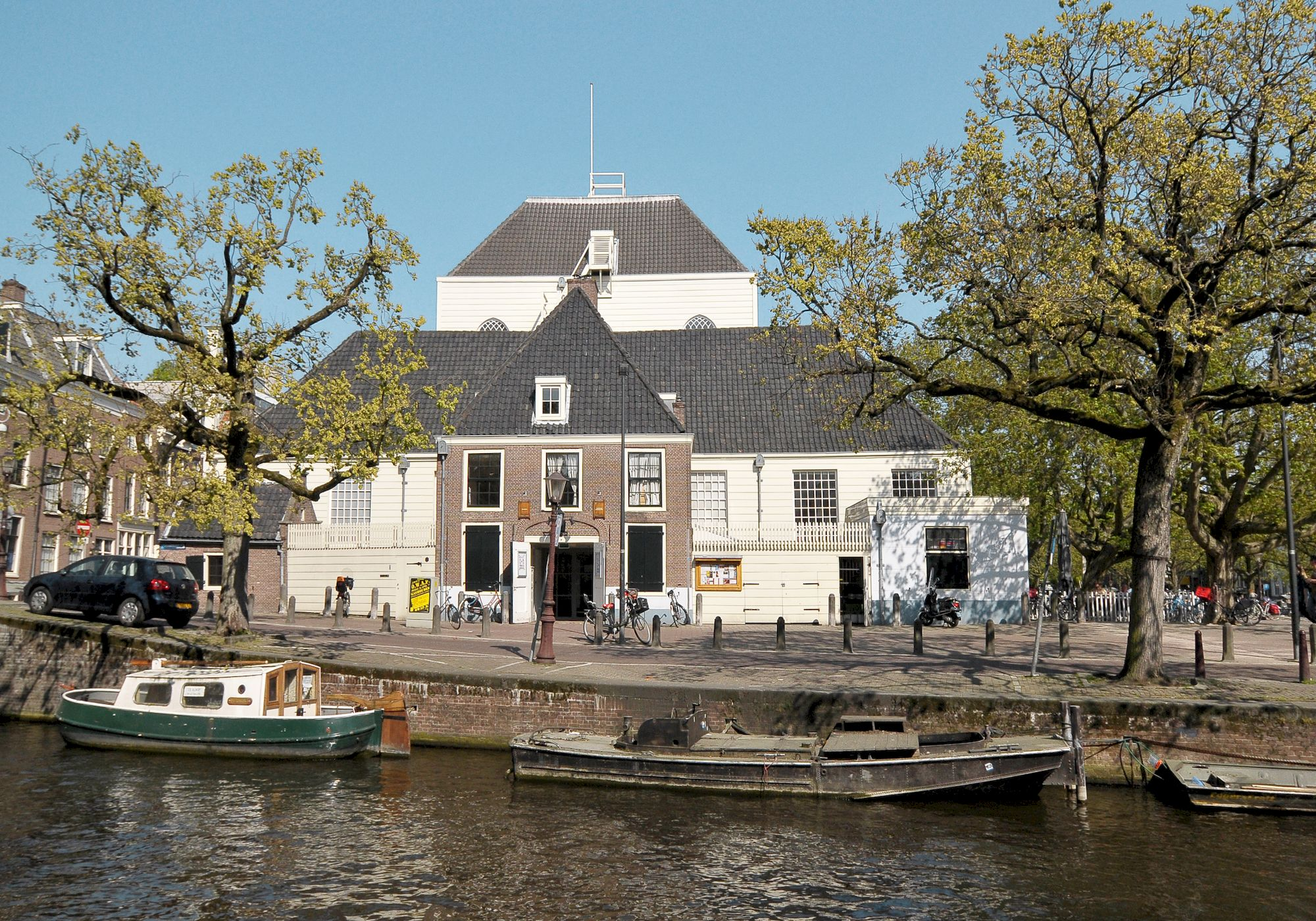
De Amstelkerk op het Amstelveld na restauratie door Stadsherstel Amsterdam. Tevens het kantoor van Stadsherstel.

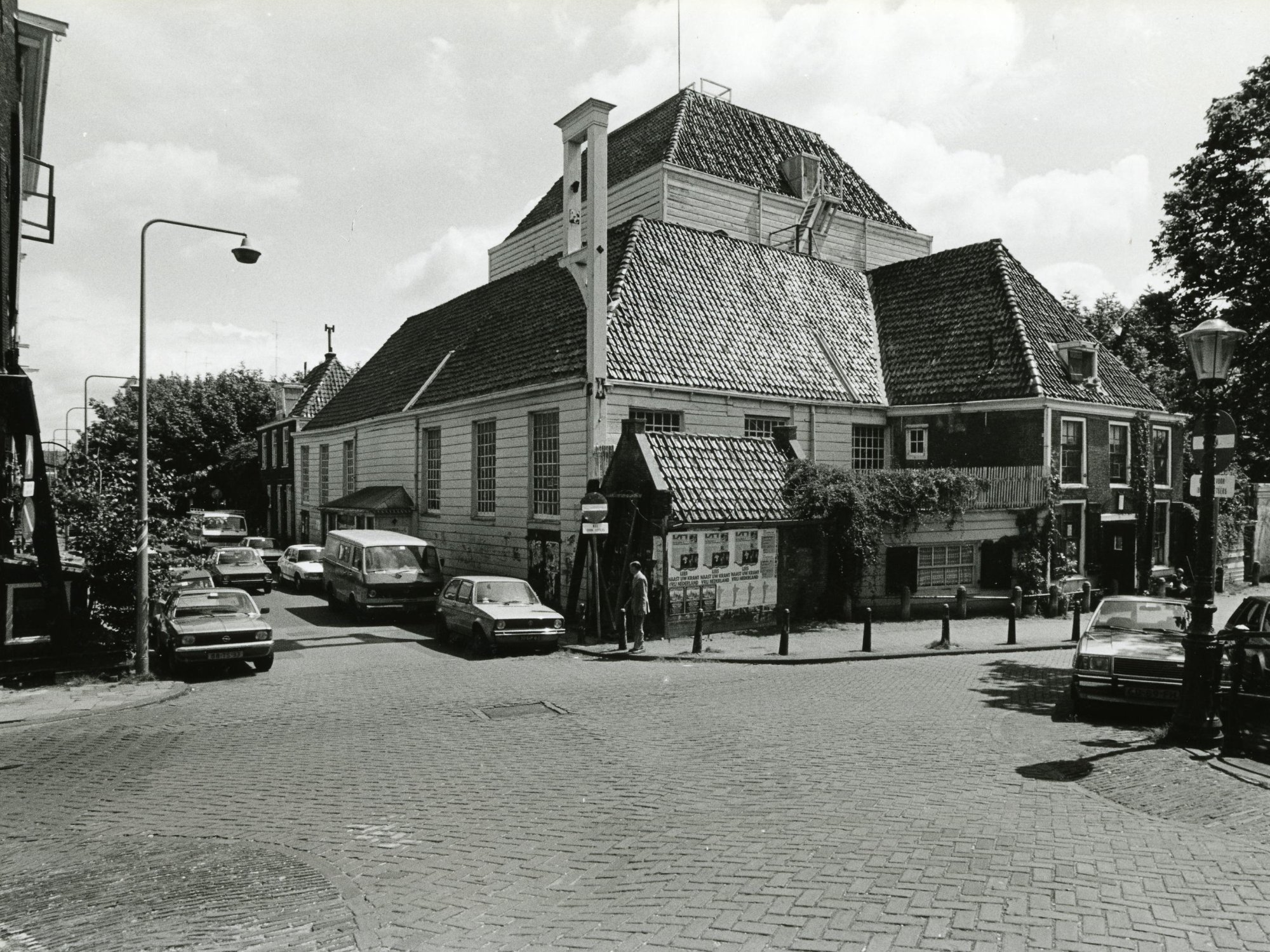
De Amstelkerk voor restauratie.

Stadsherstel Amsterdam N.V. is een instelling die tot doel heeft bedreigde panden die karakteristiek zijn voor Amsterdam en omstreken aan te kopen en te restaureren. Vervolgens wordt er een goede bestemming voor gezocht. Stadsherstel verzorgt ook het onderhoud aan deze panden, zodat ze in goede staat blijven. De organisatie levert zo ook een bijdrage aan het behoud van het restauratieambacht.

## Geschiedenis
Stadsherstel werd in 1956 opgericht door onder anderen de kunstenaar Geurt Brinkgreve. Een groot deel van de Amsterdamse binnenstad werd toen met sloop bedreigd. Tot 2022 slaagde men er in ruim 750 panden in Amsterdam en omstreken te restaureren. Een van de meest geslaagde projecten is de rehabilitatie van de Zeedijk, die van een 'no-go-area' veranderde in een toeristentrekker.
Ook enkele grote monumentale panden werden door Stadsherstel verworven en gerestaureerd, zoals de Amstelkerk (hier is thans het kantoor van Stadsherstel), Schuilkerk de Hoop in Diemen, Werf 't Kromhout, Pakhuis de Zwijger, de Vondelkerk, de Posthoornkerk, de Schellingwouderkerk, de Kerk van Ransdorp, de kerk De Duif, de voormalige Parkkerk (nu bekend als Orgelpark) de Gerardus Majellakerk (nu NedPho-Koepel), het Huis De Pinto, het Zonnehuis, de Haarlemmerpoort, Muiderpoort, Betty Asfalt Complex en buiten Amsterdam de Bakenesserkerk in Haarlem en de Van Houtenkerk in Weesp. Het Fort bij Krommeniedijk in Uitgeest en de Zaandijkerkerk zijn in gebruik als woonprojecten voor mensen met autisme en worden gehuurd door De Heeren van Zorg uit Amsterdam.
Eind 1999 fuseerde de Amsterdamse Maatschappij tot Stadsherstel N.V. met de N.V. Amsterdams Monumenten Fonds (AMF). Zij gingen samen verder onder de naam Stadsherstel Amsterdam.
Sindsdien is het werkgebied uitgebreid tot ongeveer 45 kilometer rondom Amsterdam, waaronder de Stelling van Amsterdam, inclusief de stad Haarlem. In 2009 is Stadsherstel Haarlem overgenomen. Ook werd dat jaar samen met woningcoöperatie Parteon de N.V. Stadsherstel Zaanstreek opgericht, die onder andere 23 panden op de Zaanse Schans bezit.
Ter gelegenheid van het 50-jarige bestaan in 2006 bood Stadsherstel de stad de herbouw aan van de in 1829 gesloopte Haringpakkerstoren op de hoek van de Prins Hendrikkade en het Singel. Stadsherstel zag hier uiteindelijk toch van af uit vrees dat de authenticiteit van de binnenstad aangetast zou worden en dat daardoor de plaatsing van de grachtengordel op de werelderfgoedlijst van Unesco mogelijk zou worden mis gelopen. Sommigen vonden deze vrees onterecht omdat de Unesco niet per definitie tegen reconstructie van de toren is, zolang die maar wetenschappelijk is en goed wordt gedocumenteerd
Bij het zestigjarige jubileum in 2016 werd actie gevoerd om 'het verdwenen NACO-huisje' (Kantoor van Koppe's Scheepsagentuur) dat tot 2004 stond aan de IJ-zijde van Station Amsterdam Centraal te herplaatsen. Het betreft het in 1919 naar ontwerp van de Amsterdamse School-architect Guillaume la Croix in opdracht van 'J.G. Koppe's Scheepsagentuur' gebouwde houten kantoorgebouw aan de De Ruijterkade. Stadsherstel wil het al twaalf jaar in Zaandam opgeslagen monument met hulp van donateurs restaureren en weer terugplaatsen langs de oever van het IJ. In 2022 werd het NACO-huisje na zeventien jaar weer teruggevaren naar de achterkant van het Centraal Station in Amsterdam.
In 2019 werd het kasteel Nederhorst gekocht. Dit kasteel werd gebruikt als kantoorruimte, maar samen met de huidige eigenaar gaat Stadsherstel er betaalbare huurwoningen realiseren. Het kasteel en de tuinen blijven daarbij voor het publiek toegankelijk.